# شذيلية
الشذيلية (الاسم العلمي: Anomaluridae) هي فصيلة من الحيوانات تتبع رتبة القوارض من طائفة الثدييات.

## التصنيف
- الشذيلاوات
  - الشذيل